# Caney (Kansas)
La ville de Caney est située dans le comté de Montgomery, dans l’État du Kansas, aux États-Unis. Sa population s’élevait à 1 966 habitants lors du recensement de 2010, estimée à 2 026 habitants en 2017.

## Démographie
| Groupe            | Caney | Kansas | États-Unis |
| ----------------- | ----- | ------ | ---------- |
| Blancs            | 86,3  | 83,8   | 72,4       |
| Métis             | 6,0   | 3,0    | 2,9        |
| Amérindiens       | 5,8   | 1,0    | 0,9        |
| Autres            | 0,9   | 3,9    | 6,2        |
| Afro-Américains   | 0,7   | 5,9    | 12,6       |
| Asiatiques        | 0,2   | 2,4    | 4,8        |
| Total             | 100   | 100    | 100        |
|                   |       |        |            |
| Latino-Américains | 5,1   | 10,5   | 17,37      |

Selon l'American Community Survey, pour la période 2011-2015, 97,03 % de la population âgée de plus de cinq ans déclare parler l'anglais à la maison, 1,89 % déclare parler l'espagnol, 0,66 % le lao et 0,41 % une autre langue.